# Pierpaolo De Negri
Pierpaolo De Negri (Gènova, 5 de juny de 1986) és un ciclista italià, professional des del 2010. Actualment corre a l'equip Nippo-Vini Fantini.

## Palmarès
- 2008
  - 1r a la Florència-Empoli
  - 1r al Giro del Casentino (juntament amb Simone Ponzi)
  - 1r al Giro del Valdarno
  - 1r al Gran Premi Somma
- 2009
  - 1r al Gran Premi La Torre
  - 1r a la Coppa Giulio Burci
  - 1r a la Coppa Cicogna
- 2012
  - 1r al Trofeu Matteotti
- 2013
  - Vencedor d'una etapa a la Volta al Japó
- 2014
  - Vencedor d'una etapa al Circuit de les Ardenes
  - Vencedor d'una etapa a la Volta al Japó
- 2015
  - Vencedor d'una etapa a la Volta a Eslovènia
- 2016
  - Vencedor d'una etapa a la Volta a Hokkaidō

### Resultats al Giro d'Itàlia
- 2012. 120è de la classificació general
- 2015. 108è de la classificació general